# Katarzyna Kolenda-Zaleska

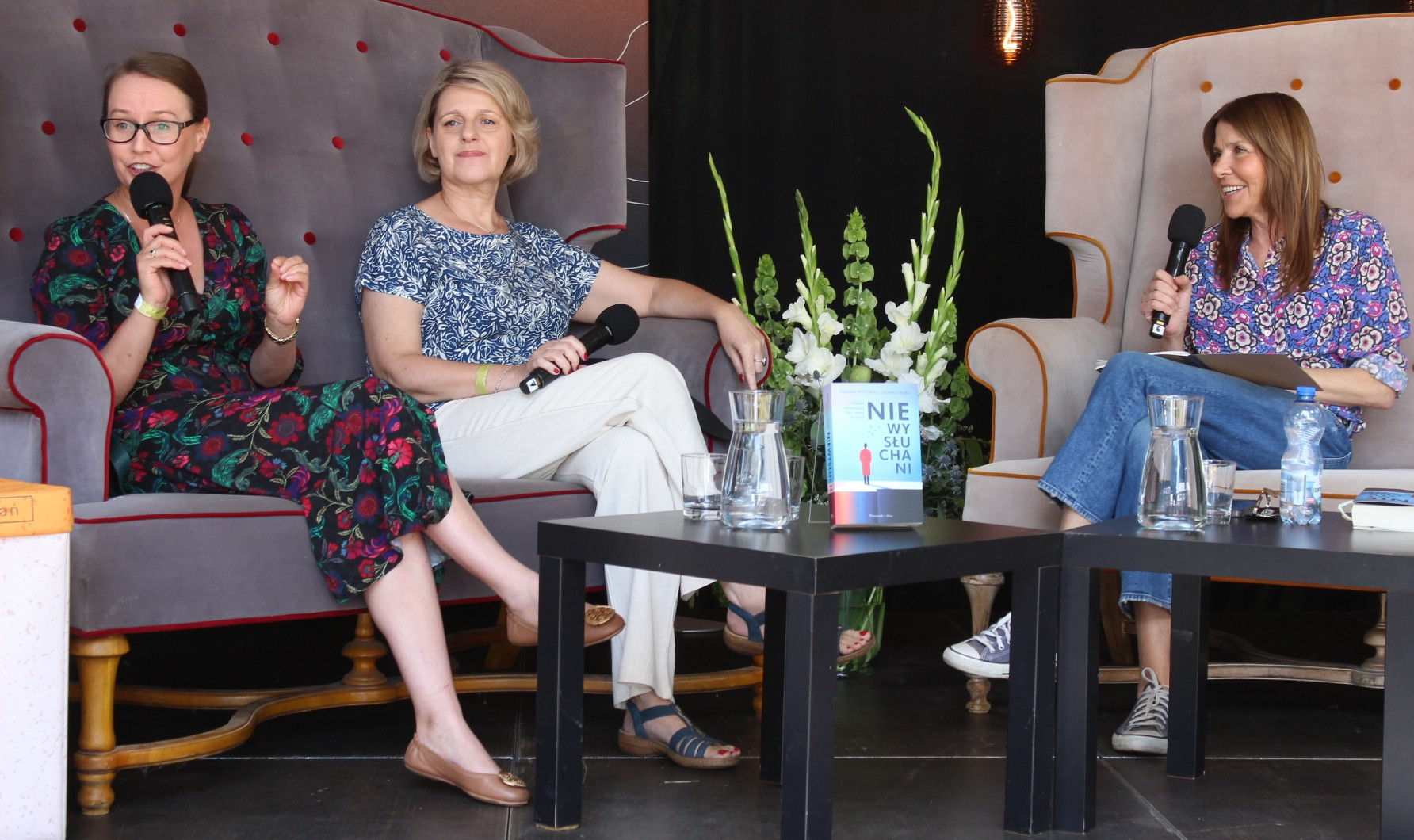
Halszka Witkowska, Monika Tadra i Katarzyna Kolenda-Zaleska (2025)

Katarzyna Teresa Kolenda-Zaleska (ur. 21 listopada 1963 w Krakowie) – polska dziennikarka telewizyjna i radiowa, publicystka, prezes Fundacji TVN w latach 2016–2024.

## Życiorys
Ukończyła filologię polską na Uniwersytecie Jagiellońskim. Pracę dziennikarską rozpoczynała w „Nowohuckim Biuletynie Solidarności”, „Gazecie Krakowskiej” i „Czasie Krakowskim”.
Od 1993 pracowała w Wiadomościach w TVP1, gdzie relacjonowała m.in. wydarzenia w parlamencie i pielgrzymki Jana Pawła II do Polski i na Ukrainę. Na początku 2003 została reporterką TVN24, a we wrześniu tego samego roku także reporterką Faktów w TVN. Na antenie TVN24 prowadziła program Gość poranny. W 2011 zaczęła prowadzić w TVN24 program Fakty po Faktach.
W latach 2003–2010 prowadziła poranny program na antenie radia Tok FM. Odeszła po tym, jak jej główny pracodawca uznał tę działalność za konkurencyjną.
Publikuje felietony na łamach „Tygodnika Powszechnego”, „Gazety Wyborczej” oraz „Przekroju”. Jest autorką książek: Pielgrzymka 2002 (2002), Zrozumieć papieża. Rozmowy o encyklikach (2003), Benedykt XVI – Pielgrzymka do Polski 2006 (2006). W 2009 zrealizowała dokument Chwilami życie bywa znośne poświęcony Wisławie Szymborskiej. Zagrała epizodyczne role w filmach Ciało (2003) i Idealny facet dla mojej dziewczyny (2009).
W 2012 prowadziła program Fakty po Faktach, w którym gościem był m.in. Krzysztof Rutkowski. W ocenie Rady Etyki Mediów poprzez zbyt emocjonalne zachowanie dziennikarka nie zachowała w tej audycji obiektywizmu.
W 2016 objęła stanowisko prezesa zarządu Fundacji TVN Nie jesteś sam (od 2021 działającej pod nazwą Fundacja TVN); zajmowała je do 2024.

## Odznaczenia i wyróżnienia
- 2002: Złoty Krzyż Zasługi[17]
- 2002: Złota Akredytacja w konkursie „Najlepsi dziennikarze w opinii posłów”[5]
- 2007: MediaTory w kategorii „torpeda”[18]
- 2008: Sicilia Madre Mediterranea[19]
- 2014: Wiktor 2013 w kategorii twórca lub producent programu telewizyjnego[20]

## Życie prywatne
Jest córką profesora Zygmunta Kolendy. Jej mąż Grzegorz Zaleski pracował jako montażysta w Telewizji Polskiej. Ma córkę Annę.